# Crump
Crump – miasto w Stanach Zjednoczonych, w stanie Tennessee, w hrabstwie Hardin.